# Comuna Brăduț, Covasna
Brăduț (în maghiară Bardócz) este o comună în județul Covasna, Transilvania, România, formată din satele Brăduț (reședința), Doboșeni, Filia și Tălișoara.

## Demografie
Componența etnică a comunei Brăduț
     Maghiari (65,33%)
     Romi (24,86%)
     Români (4,57%)
     Alte etnii (0%)
     Necunoscută (5,24%)
Componența confesională a comunei Brăduț
     Reformați (58,44%)
     Penticostali (30,41%)
     Romano-catolici (2,19%)
     Unitarieni (1,91%)
     Alte religii (1,65%)
     Necunoscută (5,4%)
Conform recensământului efectuat în 2021, populația comunei Brăduț se ridică la 4.923 de locuitori, în creștere față de recensământul anterior din 2011, când fuseseră înregistrați 4.728 de locuitori. Majoritatea locuitorilor sunt maghiari (65,33%), cu minorități de romi (24,86%) și români (4,57%), iar pentru 5,24% nu se cunoaște apartenența etnică. Din punct de vedere confesional, majoritatea locuitorilor sunt reformați (58,44%), cu minorități de penticostali (30,41%), romano-catolici (2,19%) și unitarieni (1,91%), iar pentru 5,4% nu se cunoaște apartenența confesională.

## Politică și administrație
Comuna Brăduț este administrată de un primar și un consiliu local compus din 15 consilieri. Primarul, Dénes Balázsi[*], de la Uniunea Democrată Maghiară din România, este în funcție din 2004. Începând cu alegerile locale din 2024, consiliul local are următoarea componență pe partide politice:
|  | Partid                                 | Consilieri | Componența Consiliului | Componența Consiliului | Componența Consiliului | Componența Consiliului | Componența Consiliului | Componența Consiliului | Componența Consiliului | Componența Consiliului | Componența Consiliului | Componența Consiliului | Componența Consiliului | Componența Consiliului | Componența Consiliului | Componența Consiliului |
|  | -------------------------------------- | ---------- | ---------------------- | ---------------------- | ---------------------- | ---------------------- | ---------------------- | ---------------------- | ---------------------- | ---------------------- | ---------------------- | ---------------------- | ---------------------- | ---------------------- | ---------------------- | ---------------------- |
|  | Uniunea Democrată Maghiară din România | 14         |                        |                        |                        |                        |                        |                        |                        |                        |                        |                        |                        |                        |                        |                        |
|  | Alianța pentru Unirea Românilor        | 1          |                        |                        |                        |                        |                        |                        |                        |                        |                        |                        |                        |                        |                        |                        |

## Galerie de imagini

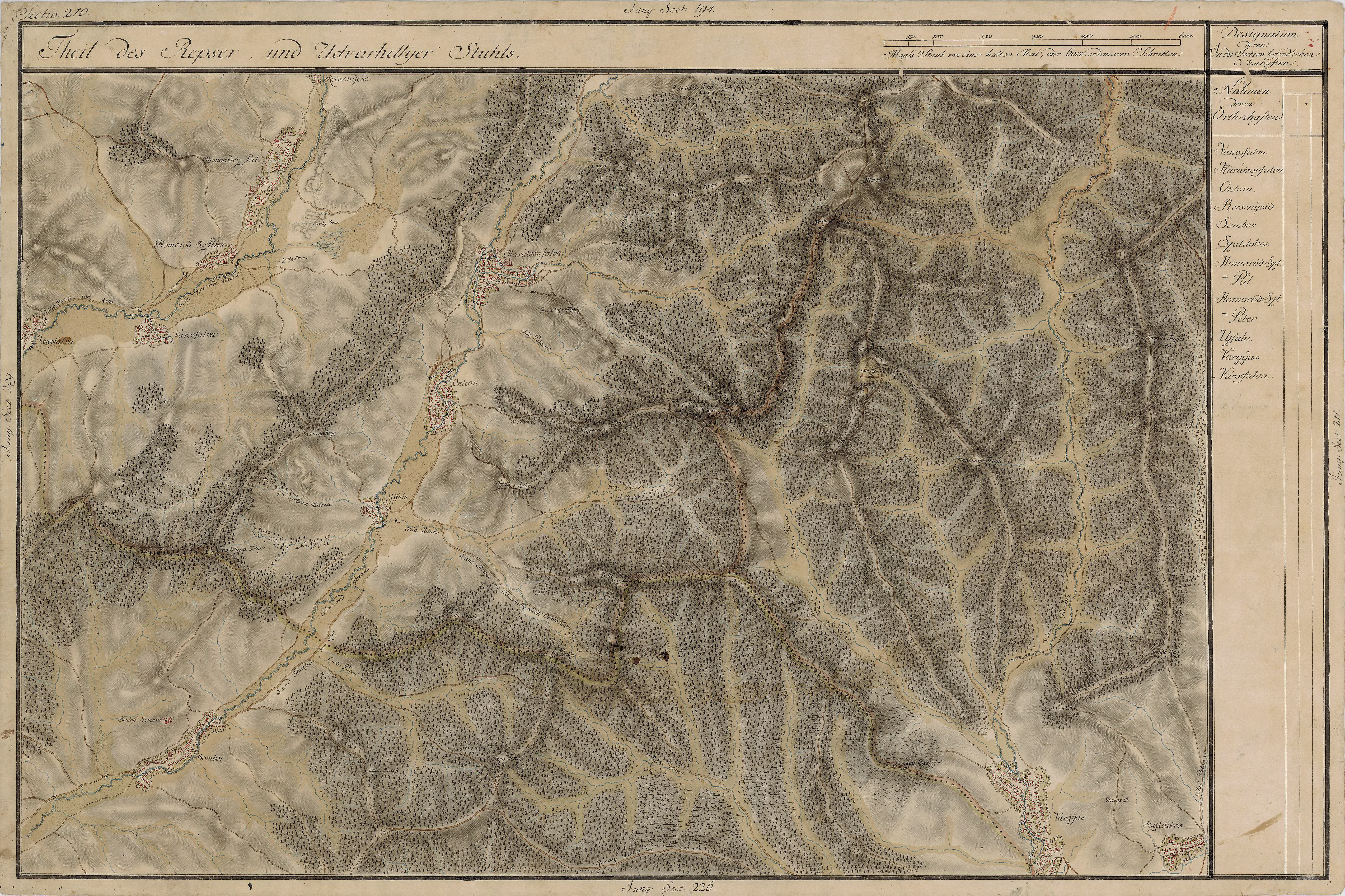
Brăduț în Harta Iosefină a Transilvaniei, 1769-1773
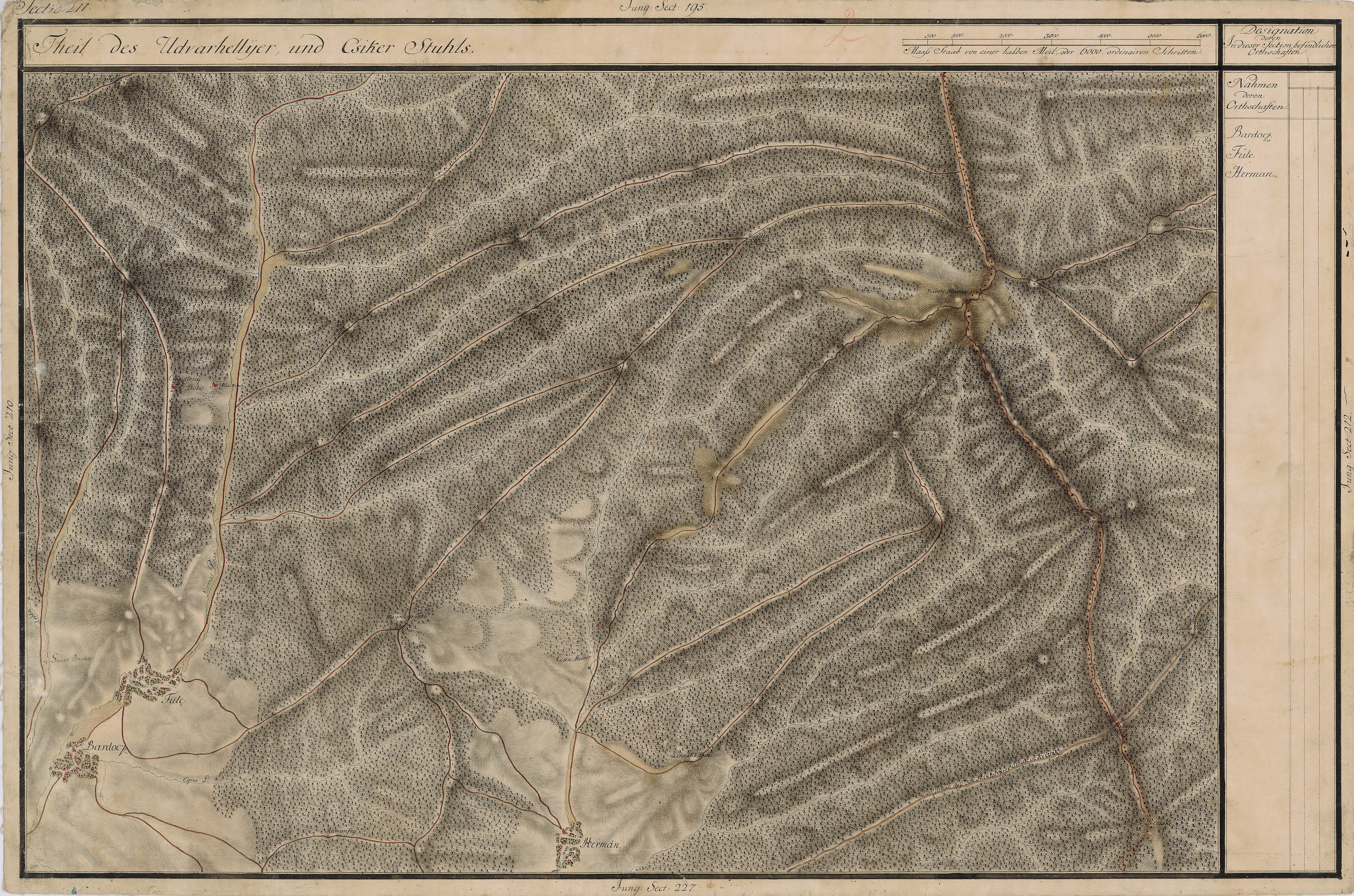
Brăduț în Harta Iosefină a Transilvaniei, 1769-1773
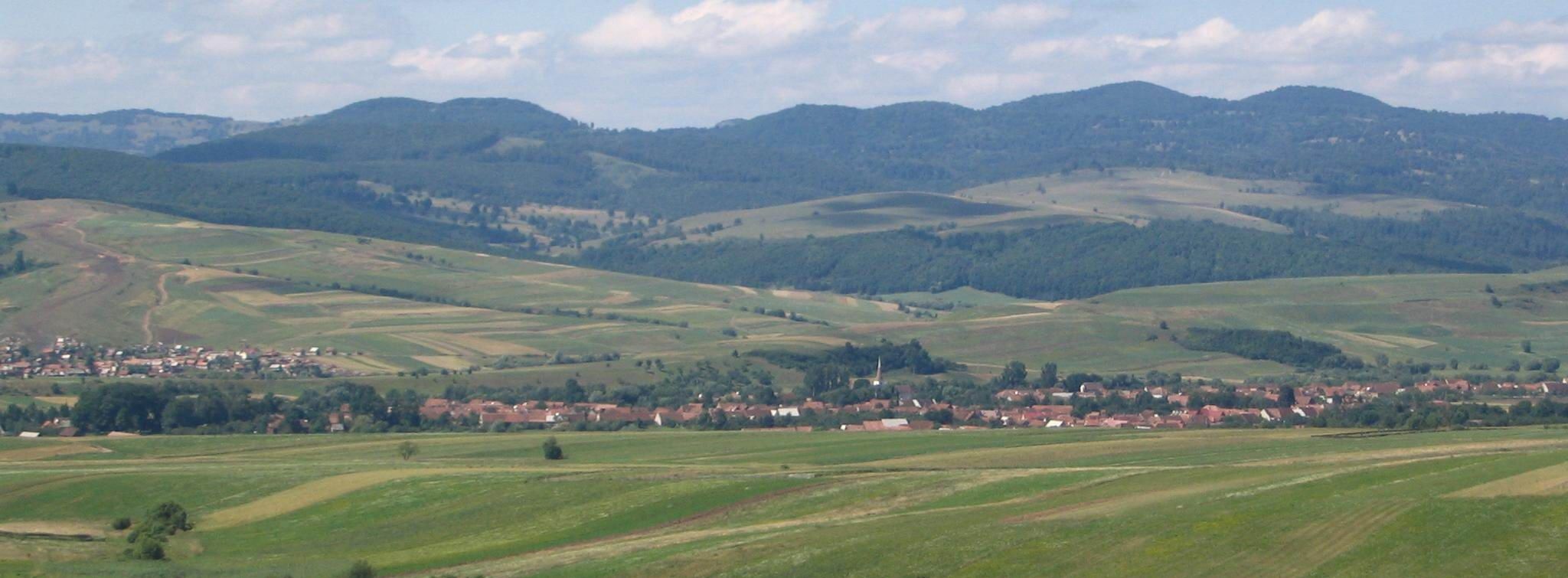
Satul Brăduț